# Воробушек (мультфильм)
«Воробушек» (латыш. Zvirbulēns) — мультипликационный фильм режиссёра Ансиса Берзиньша, снятый на Латвийском телевидении в 1983 году.
На русском языке мультфильм озвучен двуголосым закадровым переводом.

## Сюжет
По мотивам сказки Виктора Калныньша (ВИКА) «Сложный воробушек» (латыш. Sarežģītais zvirbulēns).
Молодой Воробушек познаёт окружающий мир. Поначалу в этом ему помогает опытная Сизоворонка, но с наступлением холодов она улетает. Здесь на выручку приходит мудрый Старый Воробей, который учит Воробушка дружбе с людьми.

## Съёмочная группа
- Автор сценария и режиссёр-постановщик: Ансис Берзиньш
- Художники-мультипликатор: Ирена Лусе
- Композитор: Имантс Калныньш
- Оператор: Гиртс Фрейманис
- Звукооператор: Анда Кулберга
- Редактор: Агрис Редовичс
- Директор: Мета Заке